# Azucena (film)
Azucena (titolo internazionale Dog Food) è un film del 2000 diretto da Carlos Siguion-Reyna.

## Trama
La studentessa dodicenne Lily vive una vita umile con il padre, agente di polizia sospeso dal servizio, e la matrigna. Un giorno i due coniugi portano l'anziano cane di Lily da Mr. Teban, macellaio di carne di cane. Lily convince l'uomo a restituirle il cane e diventa sua amica, generando il disgusto della famiglia e dei suoi amici. L'attività di macellaio di Mr. Teban cessa quando nella città è dichiarato il divieto di commercializzazione della carne di cane.
Nel frattempo la vita quotidiana di Lily si rivela assai tormentata: per via della mancanza d'occupazione il padre diventa violento e sfoga la propria rabbia contro la figlia e la convivente. Quest'ultima invece non gode di un rapporto intimo con la ragazzina ed è spesso inefficiente nella sua assistenza. Lily trova un insolito alleato in Mr. Teban, il quale funge da patrigno della giovane e le dona sostegno morale per superare le difficili sfide della vita.